# Târnăveni
Târnăveni (antes Diciosânmartin en rumano, en húngaro: Dicsőszentmárton, en alemán: Sankt Martin, antes Marteskirch) es una ciudad y municipalidad en el centro de Rumania, comarca Mureş. Por ella pasa el río Târnava Mică.

## Posición
Târnăveni es atravesada por la ruta de ferrocarril Blaj-Praid, y también por la DN 14A Iernut-Mediaş, DJ 117 Târnăveni-Blaj, DJ Târnăveni-Căpâlna-Ungheni y por la DJ 142 Târnăveni-Bălăuşeri. Târnăveni está situada a las siguientes distancias de:
- Bucarest - 360 km
- Târgu-Mureş - 45 km
- Cluj-Napoca - 102 km
- Sibiu - 78 km
- Mediaş - 25 km
- Blaj - 36 km

## Historia
Los hallazgos arqueológicos muestran que la presencia de comunidades humanas en estas partes data de tiempos inmemoriales. En 1921, fueron descubiertos muestras de un asentamiento neolíticos; se encontraron una colección de 135 dinares imperial y dos pelotas de plata. El lugar fue certificado históricamente en 1279, con el nombre de Terra Dychen Sent Marton (Diciosânmartin), en un documento de reubicaciones y propiedades.
In 1502, el lugar fue mencionado como municipio - oppidum, como parte de los campos de Cetatea de Balta, propiedad en los siglos XV y XVI por los gobernantes de Moldavia - Stephen el Grande, Petru Rares y otros. Dado que los viticultorios cubrieron la mayor parte de la tierra cultivada, fue conocida como el "país del vino" - Weinland. Durante unos pocos siglos hasta la mitad del siglo XX, la ciudad fue de gran interés regional, llegando a ser la capital de un condado (condado Târnava), o capital de comarca (comarca Târnava Mică), alternando este atributo con Cetatea de Balta o con Blaj.
Los últimos años del siglo XIX estuvieron marcados por la evolución urbana del lugar, pues muchas edificaciones administrativas y socioeconómicas fueron construidas. En 1866 llegó a ser la capital de la comarca Târnava. Fue durante estos años que fueron construidos el palacio administrativo y el hospital; el gran doctor C.I. Parhon solía dar consulta a sus pacientes aquí, siendo su familia originaria de Cetatea de Baltă.
En 1912, el lugar fue declarado ciudad, y en 1941 se le dio el nombre de Târnaveni.
El descubrimiento del gas metano cmabió radicalmente la historia de la ciudad. El gas fue introducido en las casas en 1915 y, después de la Primera Guerra Mundial, una factoría de carburo de calcio y cianamida de calcio fue construida, seguida por una compañía de nitrógeno y luego una factoría de hollín negro. Los habitantes hicieron importantes contribuciones en los eventos del siglo XX, tomando parte en la Gran Asamblea Nacional en Alba-Iulia, el 1 de diciembre de 1918. En 1936, una instalación de producción de amonio sintético fue construida en Târnaveni, la primera de su tipo en el mundo. Posteriormente, la compañía cambió a la producción de material de guerra. La Segunda Guerra Mundial dejó profundas huellas en la vida de sus habitantes: 230 héroes rumanos descansan en el cementerio local. La poca población judía que vivía ahí fue diezmada también y la sinagoga fue cerrada. Después de la guerra, la industria de la ciudad experimentó un creciente desarrollo. En 1957, por primera vez en el país, el policlorinato de vinilo fue producido aquí. Una moderna fábrica de producción de vidrio - Gecsat - está situada en el área del sudeste, produciendo un amplio rango de productos de exportación.
Grandes personalidades históricas y culturales están involucradas en la vida de Târnaveni. El corifeos de la "Şcoala ardeleană" ("Escuela de Transilvania"), Petru Maior, fue nativo de la ciudad. Los historiadores establecen que su padre, Gheorghe Maior, vivió en 1750 en Târnaveni, sirviendo como monje en la parroquea de Seuca. Durante la Revolución de 1848-9, Târnaveni fue parte de la 3.ª Legión, Cetatea de Balta, de la armada de Avram Iancu. Vasile Moldovan, el gran luchador por la emancipación nacional, era el prefecto. Después de la derrota, se estableció en Bozias, donde se puede encontrar su tumba. De acuerdo con George Călinescu, Mihai Eminescu pudo haber transitado por Târnaveni, en su ruta hacia Blaj (1866), permaneciendo como la bodega central de vino. El compositor húngaro György Ligeti nació aquí en 1923.
En 1962, el Museo de Historia fue abierto, con departamentos de arqueología, etnografía, ciencias naturales y numismática. La Iglesia Unitaria construida en estilo gótico en el siglo XIII, redecorada en 1599, (la iglesia tiene un vaso de plata que data de 1636, un plato de plata y una campana de 1678), la Iglesia Cristiana de madera, que pertenece a la villa Cornesti, cuyo interior fue pintado por Nicolae Pop. La Escuela Bozias fue levantada en 1780. Târnaveni se convirtió en municipalidad el 5 de noviembre de 1998.

## Población
En 2004 tenía 26300 habitantes, haciéndola la 84.ª ciudad más grande de Rumania.
De los datos oficiales de los censos:
- 1977 - 26 073
- 1992 - 30 520
- 2002 - 26 537

Distribución étnica:
- 72.4% - rumanos
- 19.6% - húngaros
- 8% - Roma (a veces conocidos como "gitanos")

## Destinos Turísticos

### El Museo
Creado en 1962, el museo de la ciudad muestra a los visitantes una gran colección de objetos arqueológicos, y también, mucho material etnográficos de Valea Tarnavelor

### La Iglesia Unitaria
Construida en estilo gótico en el siglo XV.

### Otros destinos turísticos

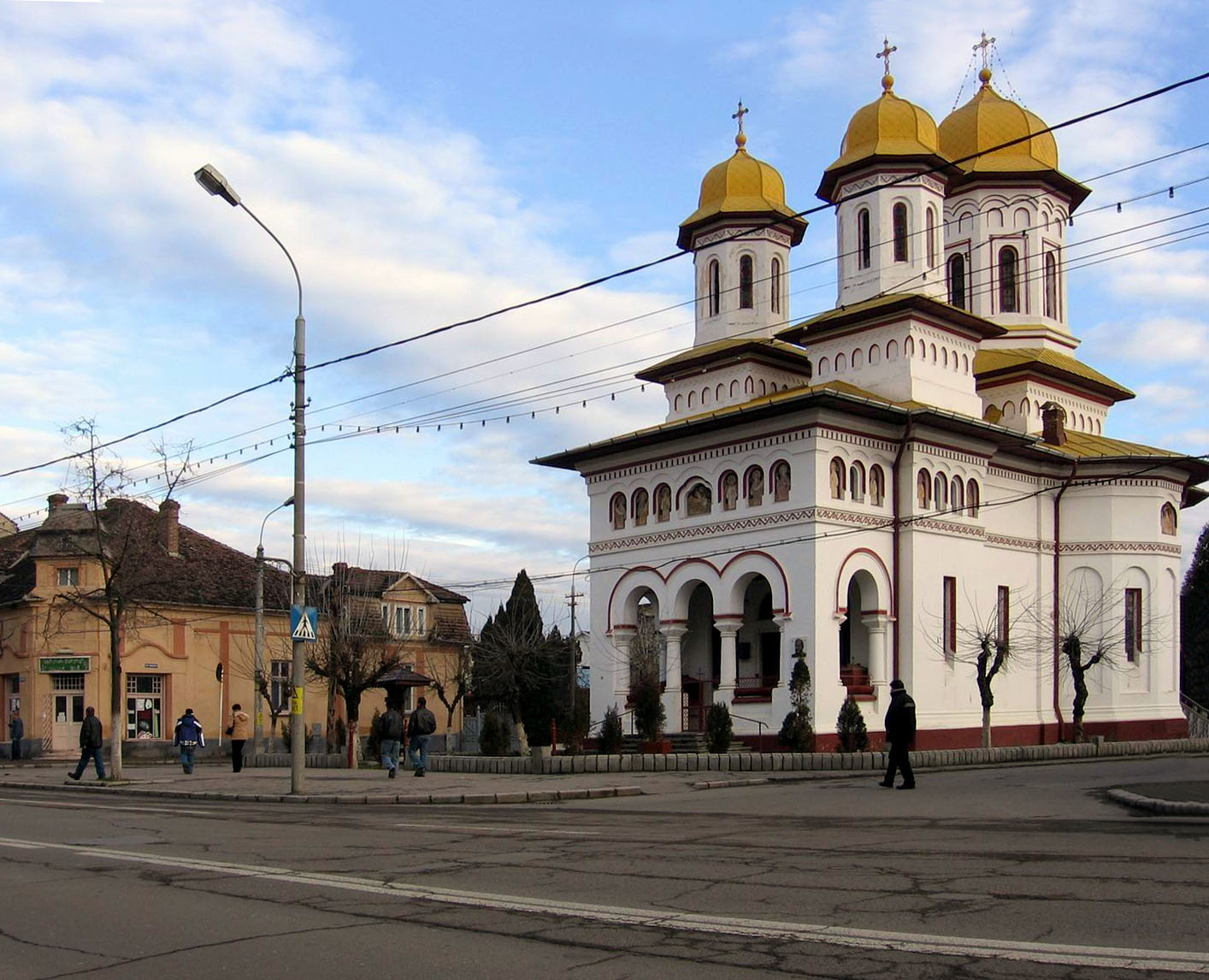
Biserica Sfântul Gheorghe (Iglesia de San Jorge)

- La catedral "Sf. Treime", construida en 1939-1940, la iglesia Sf. Gheorghe y la iglesia católica.
- Sólo a 15 km de distancia de Tarnaveni a hacia Blaj en Cetatea de Baltă puedes encontrar el Castillo Medieval, construido en 1570-1580.
- Interesantes lugares turísticos tales como: el bosque " Corona", localizado en el inter-river Mureş-Târnava Mică

## Personajes nativos famosos
- Ladislau Bölöni
- György Ligeti

## Ciudades hermanas
Hay dos ciudades hermanas:
- Hajdúszoboszló una ciudad húngara (desde 1990)
- Ronchin una ciudad francesa (desde 1998)

- Datos: Q754729
- Multimedia: Târnăveni / Q754729

1. ↑  Worldpostalcodes.org,código postal n.º 545600.